# گرگ و بره
گرگ و بره (ایتالیایی: Il lupo e l'agnello) یک فیلم کمدی ایتالیایی-فرانسوی به کارگردانی فرانچسکو ماسارو است که در سال ۱۹۸۰ منتشر شد.

## گزیدهٔ بازیگران
- توماس میلیان
- میشل سرو
- اومبرتا کولی
- لائورا آدانی
- جاکومو فوریا
- جولیانا کالاندرا
- دانیله وارگاس
- پاتریتسیا وبلی
- انیو آنتونلی
- ماسیمو سارکیه‌لی
- سیمونا مارکینی